# The Lion, the Lamb, the Man
The Lion, the Lamb, the Man è un cortometraggio muto del 1914 diretto da Joseph De Grasse.

## Produzione
Il film fu prodotto dalla Rex Motion Picture Company.

## Distribuzione
Distribuito dall'Universal Film Manufacturing Company, il film uscì nelle sale cinematografiche USA il 6 dicembre 1914.